# Pseudarhaphes
Pseudarhaphes là một chi bọ cánh cứng trong họ 
Elateridae.
Chi này được miêu tả khoa học năm 1998 bởi Dolin & Girard.

## Các loài
Các loài trong chi này gồm:
- Pseudarhaphes fleutiauxi Dolin & Girard, 1998
- Pseudarhaphes madagascariensis (Fleutiaux, 1899)